# Stegastes sanctipauli
Stegastes sanctipauli é uma espécie de peixe da família Pomacentridae.
É endémica do Brasil.